# Pokój w Stołbowie

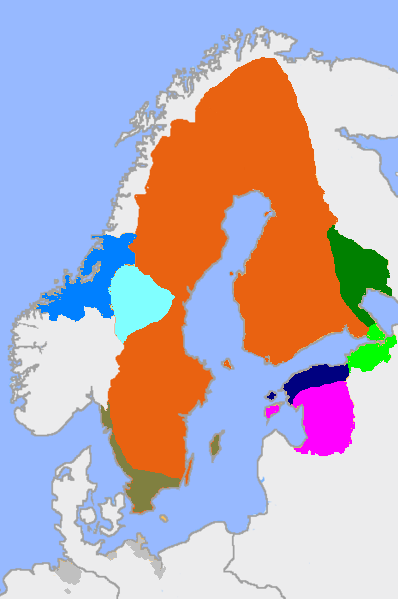
Szwecja w granicach z 1658 r.: terytoria przyłączone na podstawie traktatu w Stołbowie: Kexholms län – ciemnozielony; Ingria szwedzka – jasnozielony

Pokój w Stołbowie – traktat pokojowy zawarty 17 lutego?/27 lutego 1617 roku we wsi Stołbowo (w pobliżu Tichwina) i kończący wojnę rosyjsko-szwedzką (1613–1617). Układ został zawarty pomiędzy Rosją (car Michał I Romanow) i Szwecją (król Gustaw II Adolf) dzięki pośrednictwu króla Anglii Jakuba I. Wstępne rozmowy  prowadzili kniaź Daniło Mieziecki (Даниил Иванович Мезецкий) i diak Aleksy Zuzin ze strony rosyjskiej, Jacob De la Gardie – ze szwedzkiej. Na mocy traktatu Szwedzi oddali  Rosji Nowogród Wielki, zatrzymując w swych rękach pas wybrzeża Bałtyku wzdłuż Zatoki Fińskiej (Ingria, Karelia) i pozbawiając tym samym Rosję wybrzeża bałtyckiego.

## Negocjacje
Pierwsze inicjatywy do rozpoczęcia rozmów pokojowych pojawiły się w sierpniu 1615 r., kiedy Gustaw Adolf oblegał Psków. Strona rosyjska nie chciała jednak podjąć rokowań, dopóki Szwedzi nie dostąpią od oblężenia, co nastąpiło 17 października. W styczniu 1616 r. po zakończeniu działań wojennych między Rosją i Szwecją w Starej Russie zgromadziły się delegacje Rosji i Szwecji do prowadzenia rozmów pokojowych. W rozmowach pośredniczyli poseł angielski i agent Kompanii Moskiewskiej John Meyrick (John Merrick) oraz posłowie Holandii pod przywództwem Reinouda van Brederode i Danii. Anglia i Holandia zaangażowały się w rokowania z powodów gospodarczych, ponieważ dążyły do utrzymania wolnego handlu z Rosją, a obawiały się zajęcia Archangielska przez Szwecję. Jednocześnie niepokój budziła perspektywa zakończenia wojny polsko-szwedzkiej i zawiązania antyrosyjskiego sojuszu między Rzecząpospolitą a Szwecją. Jednak negocjacje zostały przerwane z powodu zbyt dużych rozbieżności pomiędzy stronami. W lutym członkowie delegacji wyjechali do swoich krajów. Jednak potrzeba wznowienia rokowań była oczywista i w grudniu 1616 z inicjatywy szwedzkiej rozmowy zostały ponownie podjęte w pobliżu wsi Stołbowo (niedaleko Tichwina), 53 km od współczesnej Nowej Ładoga nad rzeką Siaś. W tym czasie jako mediator działał jedynie John Meyrick.
Po dwóch miesiącach burzliwych dyskusji, negocjacje zostały zakończone w styczniu 1617 i 17 lutego (starego stylu) tegoż roku został podpisany traktat pokojowy, znany jako pokój w Stołbowie.

### Negocjatorzy

#### Rosja
- Daniło Iwanowicz Mieziecki (Даниил Иванович Мезецкий)(inne języki)
- Aleksy Iwanowicz Zuzin (Алексей Иванович Зузин)(inne języki)

#### Szwecja
- Jacob Pontusson De la Gardie
- Henrik Horn(inne języki),
- Arvid Tönnesson Vildman
- Måns Mårtensson Palm

#### Delegacja angielska
- John Meyrick (John Merrick(inne języki))

#### Delegacja holenderska
- Reinoud van Brederode (1567-1633)(inne języki)
- Diederik Bas (Dirck Bas)(inne języki) – burmistrz Amsterdamu
- Anthonis Goeteeris(inne języki)
- Albert Joachimi(inne języki)

## Postanowienia
Na mocy podpisanego traktatu Szwedzi oddawali Rosji terytoria zajęte w okresie wielkiej smuty:  Nowogród Wielki wraz z całą ziemią nowogrodzką (w tym Stara Russa, Ładoga, Porchow, Gdow), ale zatrzymali Iwangorod, Ostrów, Koporie, Nöteborg, Kexholm, Ingrię (ziemia iżorska, Ingria szwedzka). Oprócz tego Moskwa zobowiązała się do wypłacenia Szwecji 20.000 srebrnych rubli, co było na owe czasy ogromną sumą w związku z tym, że na początku XVII wieku jeden rubel zawierał 49 gramów srebra, odpowiednio 20.000 rubli srebrnych wynosiło 980 kg srebra). Rosja zrzekała się również pretensji do Inflant i Karelii.
Zostało potwierdzone prawo wolnego handlu dla kupców z obu stron, z zastrzeżeniem jednak że kupcy szwedzcy nie mogą jeździć z towarami przez Rosję do Persji, Turcji i na Krym, a rosyjscy – przez Szwecję do Anglii, Francji i innych krajów Europy Zachodniej.
Oba kraje zobowiązały się nie przyjmować uciekinierów z zagranicy i odesłać tych, którzy już przekroczyli granicę.

### Postanowienia szczegółowe
- Szwecja zatrzymuje większość zdobytych prowincji i twierdz Iwangorod, Ostrów, Koporie(inne języki), Nöteborg („klucz do Finlandii”), Kexholm, Jam, Ingrię
- Członkowie wyższych klas na tych podbitych obszarach będą mogli się przenieść w ciągu 14 dni, jeżeli zechcą, nie przyznano takiego prawa chłopom;
- Rosja zrzeka się wszelkich roszczeń do Inflant, Estonii i Karelii;
- Rosja zobowiązuje się zapłacić Szwecji kontrybucję w wysokości 20.000 rubli;
- Nowogród Wielki, Stara Russa, Ładoga, Porchow, Gdow zdobyte przez Szwedów w czasie wojny zostają zwrócone Rosji;
- Szwecja ma prawo do zatrzymania wszystkich łupów wojennych zdobytych przed 20 listopada 1616 r.
- Gdow pozostanie w rękach szwedzkich do zatwierdzenia pokoju i wyznaczenia granic;
- Michał Fiodorowicz Romanow zostaje uznany przez Szwecję za prawowitego cara Rosji, co odbiera Szwecji pretekst do interwencji w Rosji;
- Rosja otrzymuje prawo wolnego handlu na zwyczajowych zasadach;
- Rosja może otworzyć domy handlowe w Sztokholmie, w Rewelu (Tallin) i Wyborgu w zamian za pozwolenie na ustanowienie szwedzkich domów handlowych w Nowogrodzie, Pskowie i Moskwie;
- Rosja zobowiązuje się do niezawierania sojuszu z Rzecząpospolitą.

## Reakcje w Moskwie i Sztokholmie
Pokój stołbowski odciął całkowicie Rosję całkowicie od Morza Bałtyckiego, co pozwoliło królowi Gustawowi Adolfowi na uznanie traktatu za wielkie zwycięstwo szwedzkiego oręża i dyplomacji. Przemawiając w Riksdagu, powiedział:

Jedno z największych błogosławieństw udzielonych Szwecji przez Boga polega na tym, że Rosjanie, z którymi od dawna mieliśmy złe stosunki, od tej pory muszą wyrzec się matecznika, z którego tak często nas niepokoili. Rosja to groźny sąsiad. Jej panowanie rozciąga się do Morza Północnego i Kaspijskiego, a na południu prawie graniczy z Morzem Czarnym. W Rosji jest silna szlachta, wielu chłopów, ludne miasta i potężne wojsko. Teraz bez naszej zgody Rosja nie można wysłać jednego statku na Morze Bałtyckie. Wielkie jeziora Ładoga i Pejpus, dolina Narwy, bagna na 30 wiorst szerokie i stałe twierdze oddzielają nas od nich. Rosjanie mają teraz odcięty dostęp do Morza Bałtyckiego, i, mam nadzieję, nie tak łatwo będzie im przekroczyć ten strumień.

Król podpisał tekst traktatu i hojnie nagrodził wszystkich członków delegacji szwedzkiej za udział w trudnych negocjacjach, m.in. Reinouda van Brederode otrzymał tytuł barona Wesenborgu.
Władze w Moskwie również były zadowolone z zawarcia pokoju, mimo jego ciężkich warunków. Po pierwsze udało im się osiągnąć zwrot Wielkiego Nowogrodu. Po drugie, zabezpieczywszy sobie tyły, Rosja mogła bez przeszkód kontynuować wojnę z Rzecząpospolitą o ziemie leżące u rosyjskich granic zachodnich. Przywódcy rosyjskiej delegacji na rozmowy zostali wynagrodzeni, kniaź Mieziecki – tytułem bojara, a diak Zuzin – dworianina i urzędem okolniczego).
Władze rosyjskie doceniły udział w rozmowach mediatora – John Mericke’a. Został on obdarowany cennymi futrami, złotym łańcuchem, kamieniami szlachetnymi i orientalnymi tkaninami.
Granice ustalone traktatem w Stołbowie przetrwały aż do wielkiej wojny północnej (1700–1721), mimo rosyjskich prób ekspansji w okresie II wojny północnej (Wojna rosyjsko-szwedzka (1656–1658)), m.in. w 1656 r. koniuszy Piotr Potiomkin szturmował twierdze Nyenskans (u zbiegu Newy i Ochty) oraz Nöteborg, w 1658 r. został jednak zmuszony do wycofania się za Newę.

## Konsekwencje dla Polski
Po zawarciu traktatu w Stołbowie Szwedzi zerwali trwające od 1611 zawieszenie broni i 19 czerwca 1617 r. znienacka zaatakowali Dźwinoujście, które wkrótce stało się punktem rozładunkowym dla armii szwedzkiej. Tym samym rozpoczęła się kolejna wojna polsko-szwedzka.

## Ocena
Traktat stołbowski z jednej strony przerwał rosyjskie dążenia do umocnienia się na Bałtyku i odepchnął Rosję od tego morza, z drugiej strony zabezpieczył północno-zachodnie granice carstwa i pozwolił na skoncentrowanie się na wojnie z Polską, która w tym czasie walczyła również ze Szwecją. Dla Polski oznaczał wznowienie współdziałania rosyjsko-szwedzkiego przeciwko Rzeczypospolitej.
Traktat przyniósł także umocnienie pozycji gospodarczej Anglii w Rosji.